# Centrul istoric al Bucureștiului
Centrul istoric al Bucureștiului reprezintă o zonă centrală a capitalei, cu o suprafață de aproximativ 0,50 km², situată la extremitatea vestică a sectorului 3.

## Delimitare
Centrul istoric este delimitat astfel:
- la Nord de:

- Bulevardul Regina Elisabeta - de la intersecția cu Calea Victoriei până la intersecția cu Bulevardul Nicolae Bălcescu (Piața Universității);
- Bulevardul Carol I - de la intersecția cu Bulevardul Nicolae Bălcescu (Piața Universității) până la intersecția cu Bulevardul Hristo Botev (Piața C. A. Rosetti).
- la Est de:

- Bulevardul Hristo Botev - de la intersecția cu Bulevardul Carol I (Piața C. A. Rosetti) până la intersecția cu Bulevardul Corneliu Coposu.
- la Sud de:

- Bulevardul Corneliu Coposu - de la intersecția cu strada Hristo Botev până la intersecția cu Bulevardul Ion C. Brătianu (Piața Unirii);
- Strada Halelor - de la intersecția cu Bulevardul Ion C. Brătianu (Piața Unirii) până la intersecția cu strada Șelari;
- Splaiul Independenței - de la intersecția cu strada Șelari până la intersecția cu Calea Victoriei (Piața Națiunile Unite).
- la Vest de:

- Calea Victoriei - de la intersecția cu Splaiul Independenței (Piața Națiunile Unite) până la intersecția cu Bulevardul Regina Elisabeta.

## Monument istoric
Ansamblul centrului istoric este înscris în Lista monumentelor istorice 2010 - Municipiul București - la nr. crt. 187, cod LMI B-II-s-A-17909.
Centrul istoric este o parte a cartierului Centrul Civic. Aici se găsesc Curtea Veche, Hanul lui Manuc, bisericile Stavropoleos și Sfântul Anton, ca și numeroase alte clădiri vechi declarate monumente istorice. 
În centrul istoric, în Piața Bisericii Sfântul Gheorghe-Nou, este amplasat kilometrul zero (oficial) al României. Pe lângă spațiul verde oferit de Parcul Sfântul Gheorghe creat în jurul Bisericii „Sf. Gheorghe Nou” mai este și Parcul Colțea în care este amplasată Fântâna Vioara Spartă. Primăria Bucureștiului are în desfășurare un proiect de restaurare a zonei istorice din centrul capitalei.

## Străzi din centrul istoric
Articol principal: Lista străzilor centrului istoric din București
Bulevardul Ion C. Brătianu traversează centrul istoric de la nord la sud, împărțind această zonă în două părți aproximativ egale. Tot în acest perimetru se află și partea de început a Căii Moșilor. Pe lângă cele 48 de străzi, între care se află străzile Lipscani, Șelari, Covaci, Doamnei, Stavropoleos, Franceză, Șepcari, în centrul istoric sunt și trei intrări, trei pasaje și cinci piețe sau piațete.

## Galerie de imagini

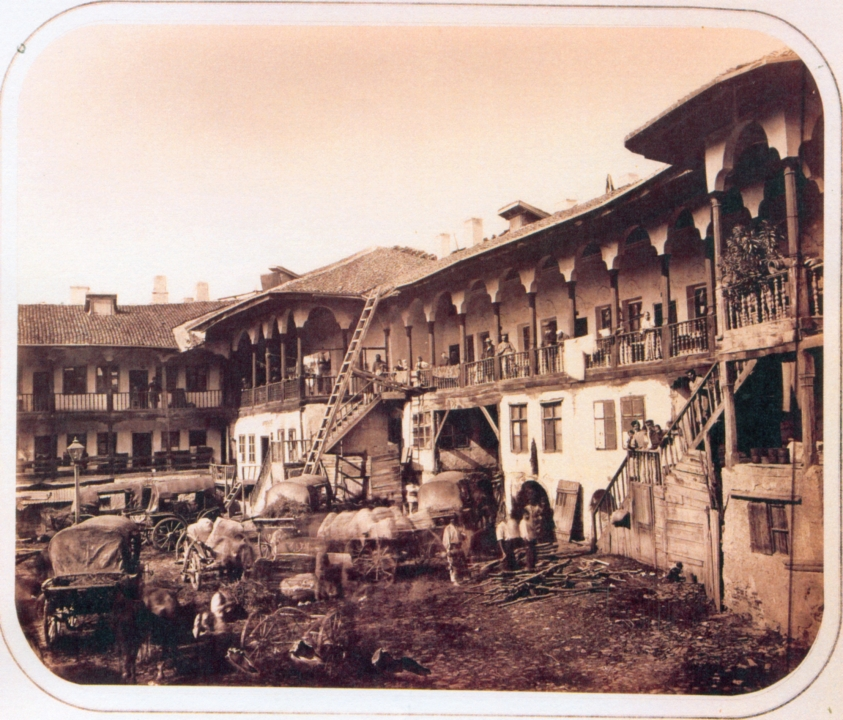
Carol Popp de Szathmary - Hanul lui Manuc
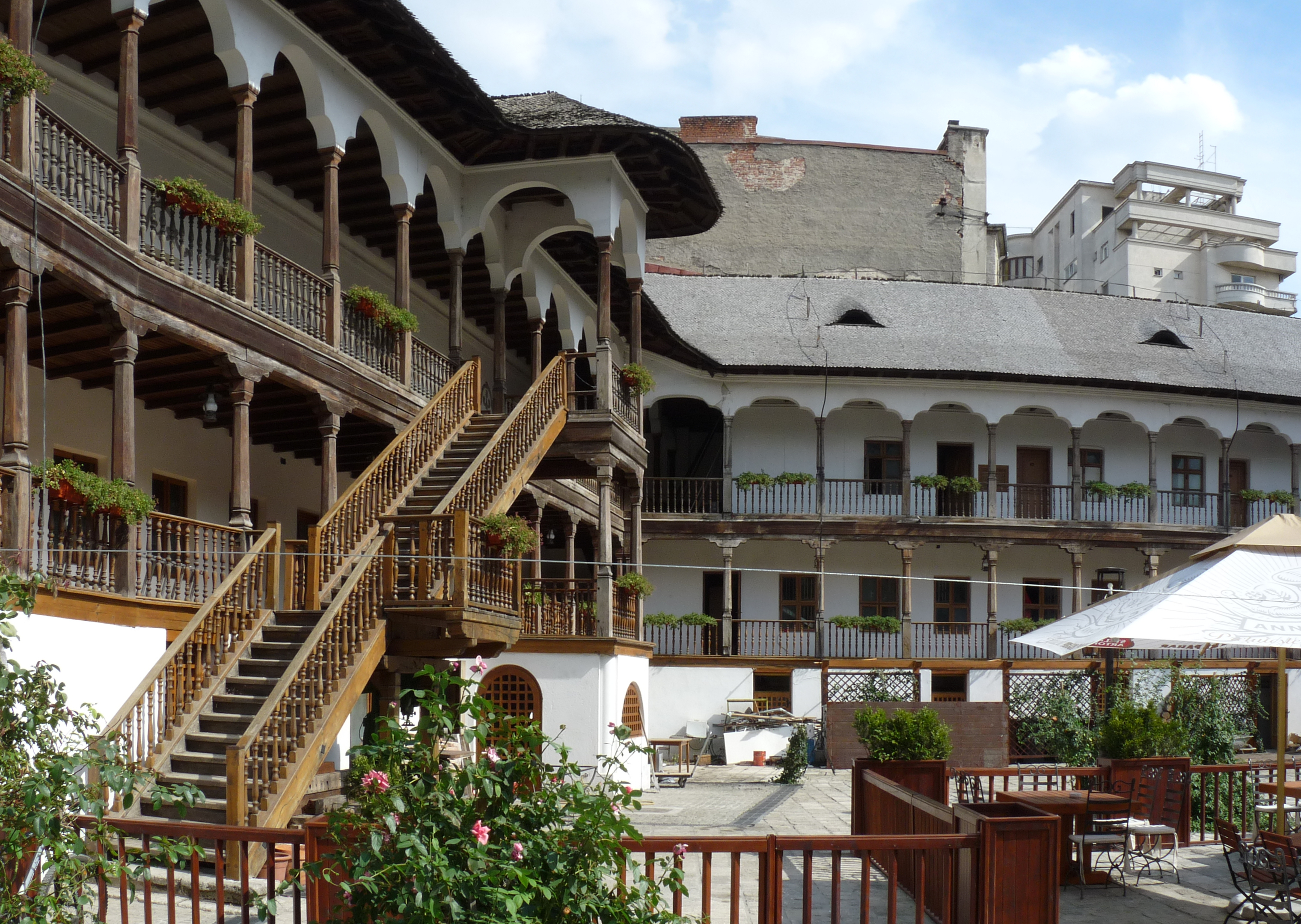
Hanul lui Manuc - Curtea interioară
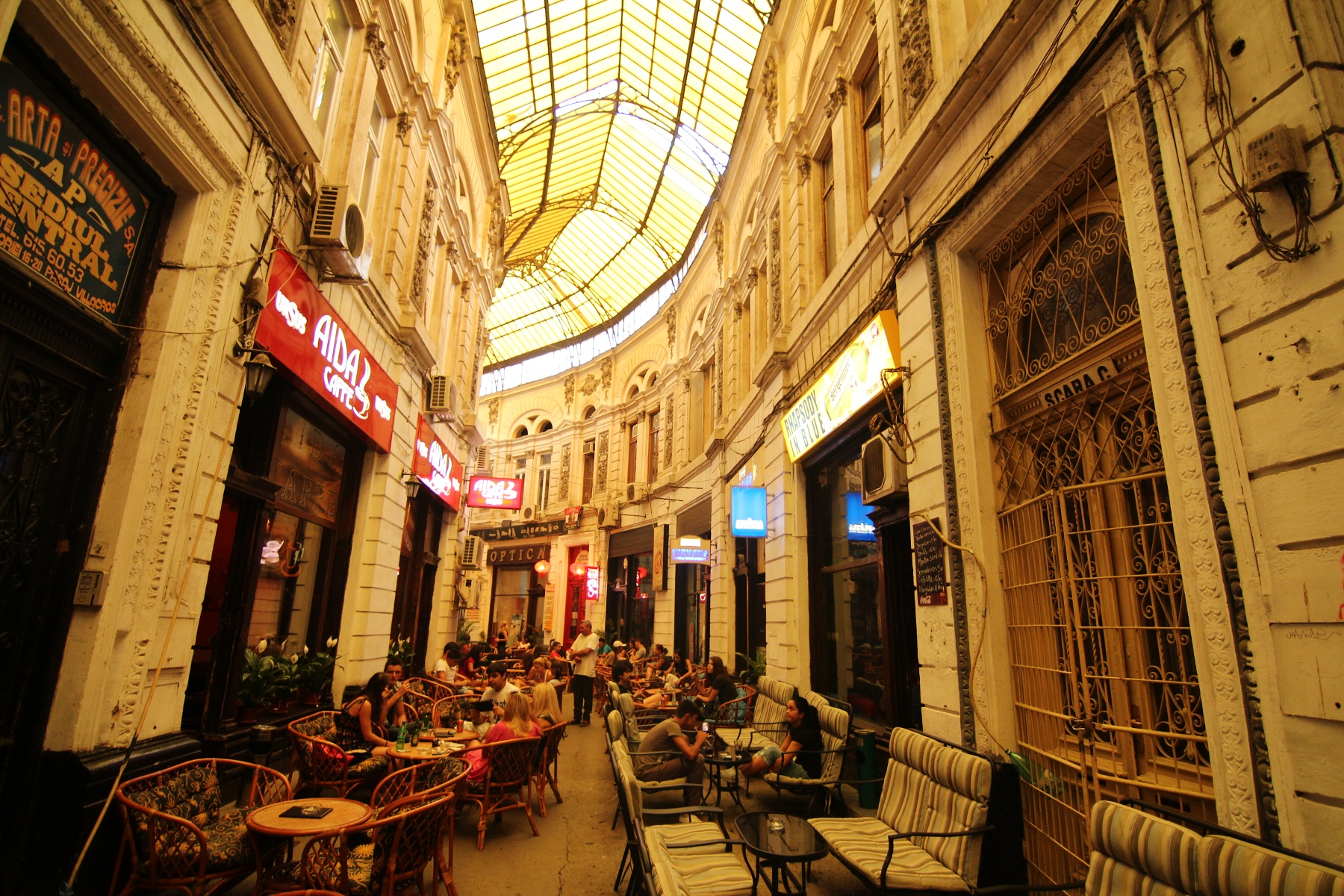
Pasajul Macca - Villacrosse
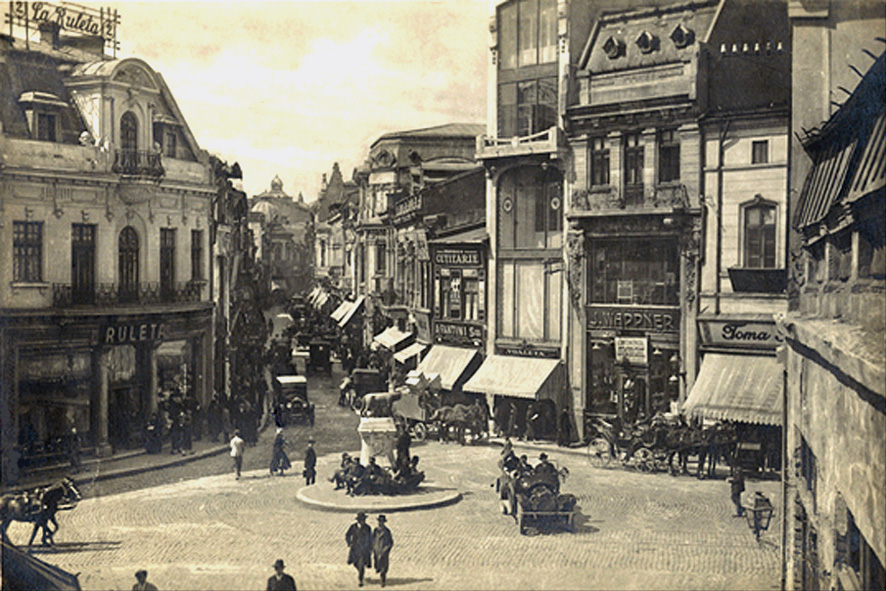
Intersecţia străzii Lipscani cu Piaţa Roma (începutul sec. al XX-lea)
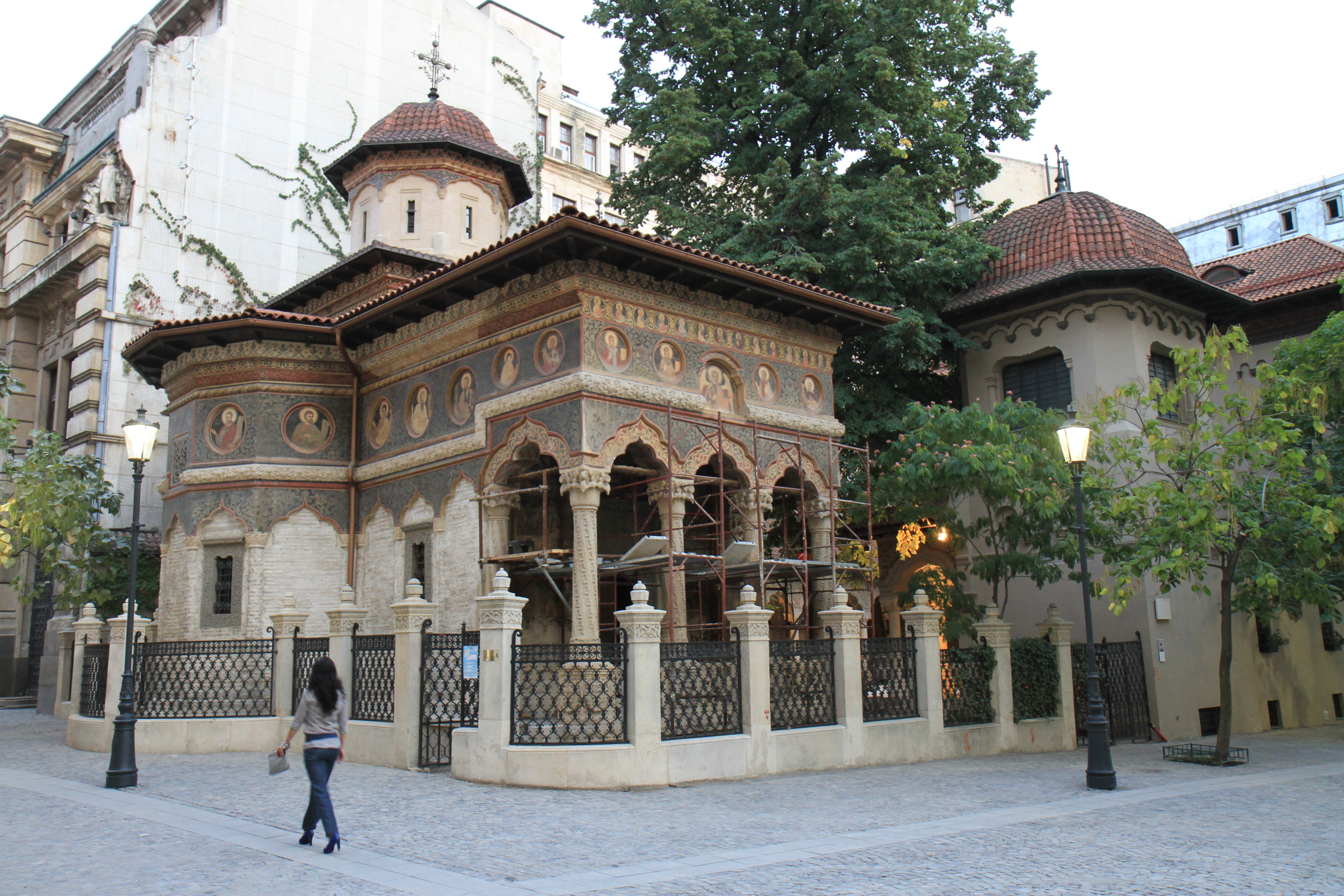
Biserica Stavropoleos
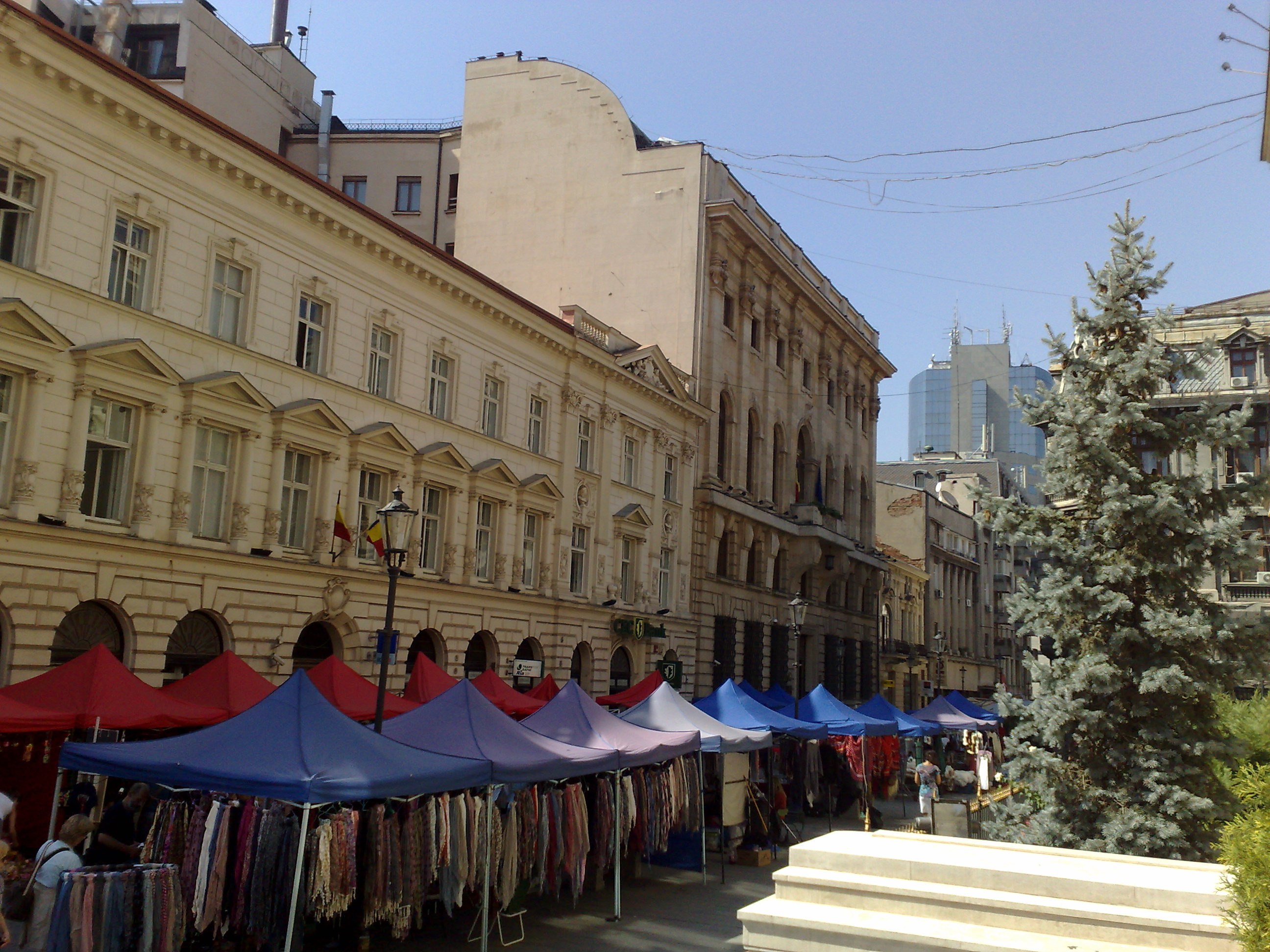
Vedere de pe Strada Lipscani